# Parlamentswahl in Griechenland 1996
- KKE: 11
- SYN: 10
- DIKKI: 9
- PASOK: 162
- ND: 108

Die Parlamentswahl in Griechenland 1996 fand am 22. September 1996 statt.

## Wahlsystem
Es wurden 300 Sitze im Griechischen Parlament für eine Legislaturperiode von vier Jahren bestimmt. Für die zugelassenen Parteien galt eine Drei-Prozent-Sperrklausel. Gewählt wurde nach dem Verhältniswahlrecht. Für alle griechischen Bürger über 18 Jahre herrschte Wahlpflicht.

## Parteien
Zur Wahl traten 25 verschiedene Parteien an.
Die bisher im Parlament vertretenen Parteien:
| Partei | Partei         | Partei | Ausrichtung        | Spitzenkandidat | Spitzenkandidat |
| Logo   | Logo           | Name | Ausrichtung        | Spitzenkandidat | Spitzenkandidat |
| ------ | -------------- | --- | ------------------ | --------------- | --------------- |
|        | Logo der PASOK | Panellinio Sosialistiko Kinima (PASOK) Πανελλήνιο Σοσιαλιστικό Κίνημα (ΠΑΣΟΚ) Panhellenische Sozialistische Bewegung | sozialdemokratisch | Kostas Simitis  | Kostas Simitis  |
|        | Logo der ND    | Nea Dimokratia (ND) Νέα Δημοκρατία (ΝΔ) Neue Demokratie / Neue Republik                                              | konservativ        |                 | Miltiadis Evert |
|        | Logo der KKE   | Kommounistiko Komma Elladas (KKE) Κομμουνιστικό Κόμμα Ελλάδας (KKE) Kommunistische Partei Griechenlands              | kommunistisch      | Aleka Papariga  | Aleka Papariga  |
|        | Logo der POLAN | Politiki Anixi (POLAN) Πολιτική Άνοιξη Politischer Frühling                                                          | nationalistisch    | Andonis Samaras | Andonis Samaras |

## Wahlergebnis
Obwohl die bisher regierende Panhellenische Sozialistische Bewegung (PASOK) die stärksten Verluste hinnehmen musste, wurde sie dennoch Wahlsieger mit einer absoluten Mehrheit im Parlament. Die linken Parteien konnten an Stimmen hinzugewinnen. Die erst vor kurzem gegründete Demokratische Sozialbewegung (DIKKI) schaffte mit 4,43 Prozent den Sprung ins Parlament.
| Listen                   | Listen                                                       | Stimmen   | %    | +/-  | Mandate | +/- |
| ------------------------ | ------------------------------------------------------------ | --------- | ---- | ---- | ------- | --- |
|                          | Panellinio Sosialistiko Kinima (PASOK)                       | 2.813.245 | 41,5 | −5,4 | 162     | −8  |
|                          | Nea Dimokratia (ND)                                          | 2.584.765 | 38,1 | −1,2 | 108     | −3  |
|                          | Kommounistiko Komma Elladas (KKE)                            | 380.167   | 5,6  | +1,1 | 11      | +2  |
|                          | Synaspismos (SYN)                                            | 347.051   | 5,1  | +2,2 | 10      | +10 |
|                          | Dimokratiko Kinoniko Kinima (DIKKI)                          | 300.671   | 4,4  | Neu  | 9       | Neu |
|                          | Politiki Anixi (POLAN)                                       | 199.463   | 2,9  | −1,9 | –       | −10 |
|                          | Enosi Kendroon                                               | 48.677    | 0,7  | +0,5 | –       | ±0  |
|                          | Ellines Ikologi                                              | 19.934    | 0,3  | +0,2 | –       | ±0  |
|                          | Komma Ellinon Kynigon                                        | 17.419    | 0,3  | +0,2 | –       | ±0  |
|                          | Ethniki Politiki Enosis                                      | 16.501    | 0,2  | +0,1 | –       | ±0  |
|                          | Komma Ellinismou                                             | 12.255    | 0,2  | Neu  | –       | Neu |
|                          | Mochomeni Aristera                                           | 10.443    | 0,2  | ±0,0 | –       | ±0  |
|                          | Ikologi Enallaktiki                                          | 5.715     | 0,1  | N/A  | –       | N/A |
|                          | Chrysi Avgi                                                  | 4.487     | 0,1  | Neu  | –       | Neu |
|                          | Ikologi Elladas                                              | 4.113     | 0,1  | ±0,0 | –       | ±0  |
|                          | Marxistiko-Leninistiko Kommounistiko Komma Elladas (M-L KKE) | 4.016     | 0,1  | ±0,0 | –       | ±0  |
|                          | Organosi gia tin Anasynkrotisi tou KKE (OAKKE)               | 3.485     | 0,1  | ±0,0 | –       | ±0  |
|                          | SEAN                                                         | 2.470     | 0,0  | Neu  | –       | Neu |
|                          | Agonistiko Sosialistiko Komma Elladas                        | 2.108     | 0,0  | ±0,0 | –       | ±0  |
|                          | Sonstige                                                     | 3.064     | 0,0  | –    | –       | –   |
| Gesamt                   | Gesamt                                                       | 6.780.049 | 100  |      | 300     | –   |
|                          |                                                              |           |      |      |         |     |
| Ungültige Stimmen        | Ungültige Stimmen                                            | 198.607   | 2,8  |      |         |     |
| Wähler                   | Wähler                                                       | 6.978.656 | 76,3 |      |         |     |
| Wahlberechtigte          | Wahlberechtigte                                              | 9.140.742 |      |      |         |     |
|                          |                                                              |           |      |      |         |     |
| Quelle: Innenministerium |                                                              |           |      |      |         |     |